# Jivarus cohni
Jivarus cohni är en insektsart som beskrevs av Ronderos 1979. Jivarus cohni ingår i släktet Jivarus och familjen gräshoppor. Inga underarter finns listade i Catalogue of Life.